# Heukewalde
Heukewalde es un municipio situado en el distrito de Altenburger Land, en el estado federado de Turingia (Alemania), a una altitud de 275 metros. Su población a finales de 2016 era de unos 200 habitantes y su densidad poblacional, 33 hab/km².
Se encuentra junto a la frontera con el estado de Sajonia. Dentro del distrito, el municipio está asociado a la mancomunidad (Verwaltungsgemeinschaft) de Oberes Sprottental, que tiene su sede en la vecina ciudad de Schmölln.
Se conoce su existencia desde 1152. Es una localidad con forma lineal, estructurada en torno a una única calle llamada "Dorfstraße" que discurre paralela al arroyo local. Antes de la unificación de Turingia en 1920, pertenecía al ducado de Sajonia-Altemburgo.